# Ефенум
Ефенум (нім. Oevenum) — громада в Німеччині, розташована в землі Шлезвіг-Гольштейн. Входить до складу району Північна Фризія. Складова частина об'єднання громад Фер-Амрум. Займає північно-східну частину острова Фер.
Площа — 10,87 км2. Населення становить 465 ос. (станом на 31 грудня 2020).